# Убица оваца
Убица оваца (енгл. Killer of Sheep) је амерички драмски филм из 1978. који је монтирао, снимио, написао, продуцирао и режирао Чарлс Барнет. Снимљен првенствено 1972. и 1973. године, Барнет га је првобитно послао на UCLA школу за филм 1977. као своју магистарску тезу. У глумачким улогама, између осталих, појављују се Хенри Г. Сандерс, Кејси Мур и Чарлс Брејси.
Филм приказује културу урбаних Афроамериканаца у четврти Вотс у Лос Анђелесу у стилу који се често пореди са италијанским неореализмом. Критичарка Дејна Стивенс описала је радњу као „збирку кратких вињета које су тако лабаво повезане да се понекад чини као да гледате ненаративни филм.“ Нема радњи или развоја ликова, као што је то случај код конвенционално дефинисаних филмова.
Убица оваца је премијерно приказан у Витни музеју америчке уметности у Њујорку 14. новембра 1978. године. Није добио опште издање јер Барнет није обезбедио права на музику коришћену у његовој продукцији. Музичка права су купљена 2007. за 150.000 америчких долара, а филм је рестауриран и пребачен са 16 мм на 35 мм. Убица оваца је добио ограничено издање 30 година након што је завршен, са ДВД издањем крајем 2007. Године 1990. филм је изабран за чување у Националном филмском регистру Сједињених Држава од стране Конгресне библиотеке као „културолошки, историјски или естетски значајан“.

## Радња
Стен ради дуго у кланици у Вотсу у Лос Анђелесу. Монотоно клање утиче на његов породични живот са његовом неименованом женом и његово двоје деце, Стеном млађим и Анђелом. Кроз низ збуњујућих епизодних догађаја—неки пријатељи покушавају да увуку Стена у злочиначку заверу, жена предлаже Стену да ради у њеној радњи, а Стен и његов пријатељ Брејси покушавају да купе мотор за аутомобил—мозаик строгог рада— појављује се живот у разреду у коме Стен осећа да није у стању да утиче на ток свог живота.